# Muzică folk
Muzica folk este un curent ce descinde din folclorul american, avându-și rădăcinile în anii 1930. Părinții folk-ului sunt considerați cântăreții protestatari din anii Marii Crize. Joe Hill, membru al sindicatului revoluționar Industrial Workers of the World (IWW), cunoscut și sub numele de Wobblies; Woody Guthrie (1912-1967); Leadbelly (1885-1949); Cisco Huston (1918-1961). Versurile cântecelor folk sunt caracterizate de o valore poetică, aducând în discuție problemele vieții cotidiene, preocupându-se de individ în relație cu istoria și nedreptățile sociale.
Apogeul folkului american este atins în anii 1960, cand este îmbrațișat ca mod de expresie artistică al tinerilor hippie. Nume mari ale acestei perioade sunt Bob Dylan (poet, compozitor și interpret născut în 1941), care deplânge în cântecele sale atrocitățile războiului (Masters Of War), indiferența în fața problemelor sociale, a violenței, a intoleranței (Blowin' In The Wind), Joan Baez, Leonard Cohen ș.a. După 1965 apar încercări de fuziune între folk și rock, fiind de amintit grupuri ca Simon & Garfunkel sau formația americană The Byrds.

## Muzica folk în România
În România, muzica folk va fi popularizată de realizatori radio precum Cornel Chiriac (prin emisiunea Metronom). Compoziții folk-rock se fac simțite la sfârșitul anilor '60 pe primele apariții discografice ale formației Phoenix, prin cântece ca Și totuși sunt ca voi, Canarul, Vremuri etc. Mai târziu, fenomenul va lua amploare prin Cenaclul Flacăra inițiat de poetul Adrian Păunescu,  unde se vor afirma nume mari precum Mircea Vintilă, Vasile Șeicaru, Florian Pittiș, Valeriu Sterian, Nicu Alifantis, Alexandru Zărnescu, Mircea Florian, Marcela Saftiuc, Adriana Ausch Victor Socaciu, Grupul folk ,,Ecoul" ( Magda Puskas si Sorina Feier Bloj), Grupul folk ,,Partaj" (Magda Puskas si Tatiana Stepa),etc. Parte din "muzica tânără" promovată de Păunescu, folkul și-a pierdut din caracterul de protest original.
Primul portal de muzică folk apare în iunie 2008, sub numele de Forever Folk, cu scopul exprimat de a promova acest gen muzical.

## Etimologie
Inițial termenul de muzică folk (en.: folk = oameni/popor) denumea muzica cântată de oamenii simpli din popor. În secolul 20 și 21 termenul a luat căpătat sens, putând fi folosit ca sinonim la muzica tradițională 